# Сазонов Олексій Миколайович
Олексій Миколайович Сазонов (рос. Алексей Николаевич Сазонов; 1910—1993) — радянський російський сценарист. Нагороджений орденом Трудового Червоного Прапора.

## Життєпис
Народ. 27 жовтня 1910 р. в Москві. Закінчив сценарний факультет Всесоюзного державного інституту кінематографії(1935). 
Літературну діяльність почав 1931 р. на студії «Востоккіно», в 1936—1940 рр. був редактором сценарного відділу «Мосфільма», в 1940—1943 рр. — начальником сценарного відділу «Союздетфільма». 
З 1946 р. — на керівній роботі (сектор кіно ЦК КПРС, начальник Головного управління по виробництву документальних і науково-популярних фільмів Комітету з кінематографії при Раді Міністрів СРСР).
Автор сценарію українського фільму «Небо кличе» (1959, у співавт. з Є. Помєщиковим i М. Карюковим). 